# Elgin Cathedral

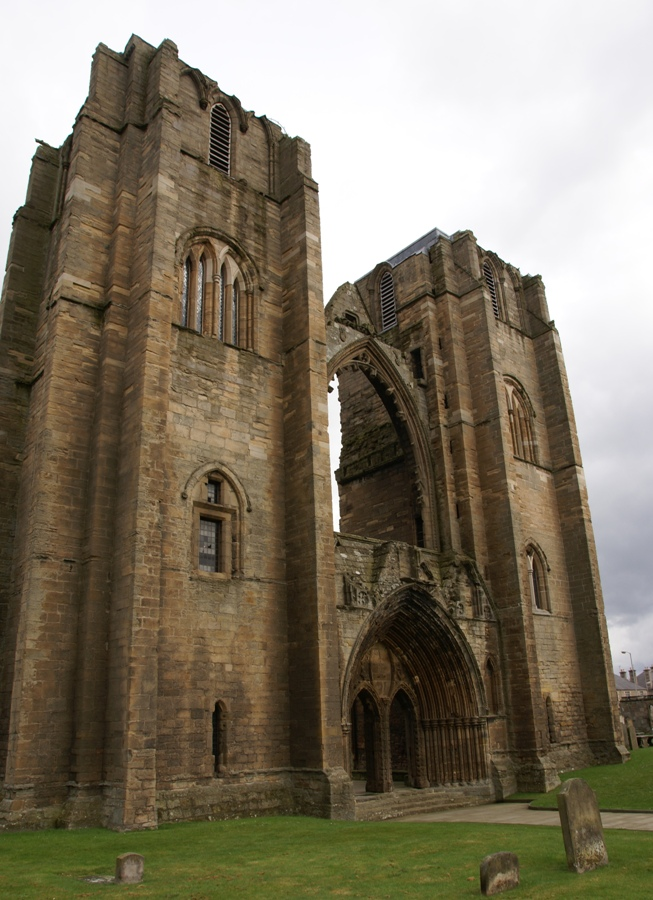
Westzijde van Elgin Cathedral met processiepoort

Elgin Cathedral is een (ruïne van een) dertiende-eeuwse kathedraal in Elgin in de Schotse regio Moray. De kathedraal was ooit het religieus centrum van Moray en was bijgenaamd Lantern of the North (lantaarn van het noorden). Tussen 1224 en 1560 was er een bisschopszetel gevestigd.

## Geschiedenis
Voordat de kathedraal in Elgin werd gebouwd was er al sprake van bisschoppen in het diocees van Moray. De eerste bekende bisschop heette Gregory, die in 1114 bisschop was. De bisschopszetels in deze periode bevonden zich in Kinneddar, Birnie en Spynie. In Birnie bevindt zich nog een klein kerkje uit de eerste helft van de twaalfde eeuw. Op 7 april 1206 kwam er pauselijke goedkeuring om de bisschopszetel te verplaatsen naar Spynie, gelegen ten noorden van Elgin. In juni 1208 was deze verhuizing een feit. De ligging van de kathedraal was dusdanig dat deze niet goed bereikbaar was. Dit leidde ertoe dat op 10 april 1224 de paus goedkeuring hechtte aan het plan de kathedraal te verplaatsen naar Elgin. De bisschoppen verbleven echter nog een tijd in Spynie.

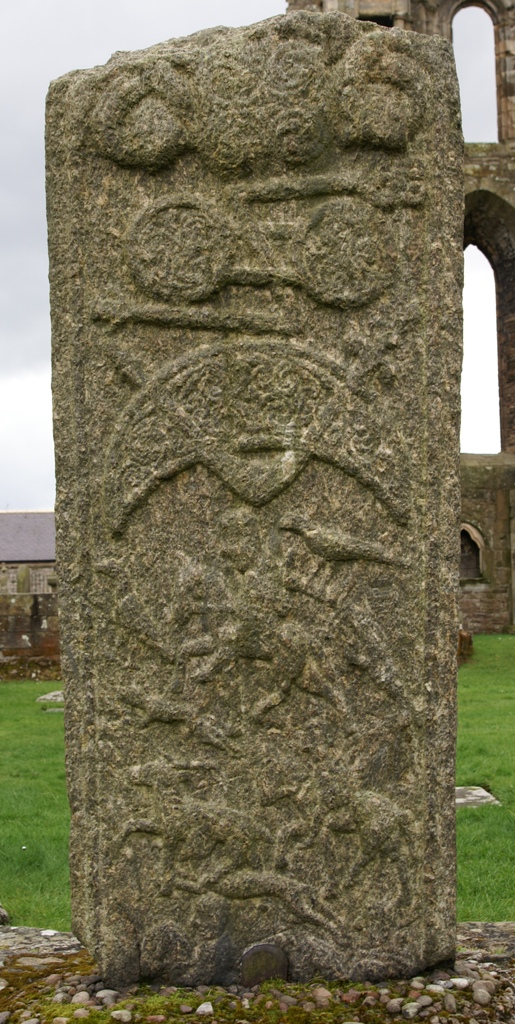
pictische steen gevonden toen de parochiekerk St. Giles werd gebouwd

De kathedraal in Elgin werd gewijd aan de Heilige Drievuldigheid, aangezien op het land dat Alexander II van Schotland had geschonken voor de bouw van de nieuwe kathedraal al een kerk stond hieraan gewijd.
In 1226 werd het aantal kanunniken van acht naar achttien uitgebreid door bisschop Andrew en voordat hij stierf in 1242 was het aantal verhoogd naar 23. Voor het einde van de kathedraal in 1560 ten gevolge van de reformatie waren er nog twee bij gekomen.
Een brand in 1270 in de kathedraal leidde tot een grote herbouw en uitbreiding van de kerk. In 1296 braken de onafhankelijkheidsoorlogen met Engeland uit. Er is niets bekend over acties van koning Eduard I van Engeland toen hij in juli 1296 optrok naar Elgin Castle. In 1336 spaarde Eduard III van Engeland de stad en kathedraal, terwijl hij Forres en Kinloss wel in brand had gestoken. Toch moet de kathedraal wat schade hebben opgelopen in deze tijd, omdat bisschop Bur in contacten met de paus dat meldde. 
Op 17 juni 1390 werd de kathedraal met achttien woningen van de kanunniken en kapelaans verbrand door Alexander Stewart, graaf van Buchan, bijgenaamd de Wolf van Badenoch, derde zoon van Robert II van Schotland. Tot 1390 was deze een machtig man die de wet meer ondermijnde dan de wet handhaafde. Dit leidde ertoe dat hij in 1390 werd geëxcommuniceerd door bisschop Bur. Het verbranden van de kathedraal was zijn wraak. Bisschop Bur smeekte Robert III van Schotland om hulp om de schade te herstellen. De herbouw startte vrijwel meteen. In 1402 werd de kathedraal aangevallen door Alexander Macdonald, een zoon van de Heer van de Eilanden.
Het herstel duurde jaren met als slotstuk de herinrichting van de kapittelzaal in de tijd van bisschop Andrew Stewart, die tussen 1482 en 1501 bisschop was.
Met de reformatie in 1560 verdween de macht van de Paus over de Schotse kerk. Dit betekende de ondergang voor de kathedraal van Elgin, die geen parochiekerk was. Missen werden door de bisschoppen opgedragen in de parochiekerk St. Giles in Elgin. 
In 1561 verwijderde Lord James Stewart alle Pauselijke kentekenen en in 1567/1568 werd het loden dak verwijderd op last van de Privy Council. In 1569 gaf dezelfde Raad de opdracht om het dak te herstellen, al gebeurde dit niet. 
Na de Slag van Glenlivet in 1594, waarbij de katholieke graaf van Huntly de regeringstroepen versloeg, werd weer de mis opgedragen in de kathedraal. Tot in de zeventiende eeuw werd de kathedraal bij tijd en wijle zowel voor katholieke als protestante diensten gebruikt. Dit spaarzame gebruik redde de kathedraal echter niet; op 4 december 1637 stortte het dak van het koor in. Op de zondag van Pasen 1711 stortte de centrale toren in en sleurde een deel van het schip met zich mee.
Sinds de afschaffing van de bisschoppen in de Church of Scotland in 1689 behoorde de kathedraal officieel toe aan de Kroon, die echter niets deed om het gebouw in stand te houden. Pas in 1824 begon Robert Reid, architect van de koning, aan plannen om het gebouw te stabiliseren.

## Bouw
In de eerste helft van de dertiende eeuw werd de eerste kerk gebouwd die de vorm van een kruis had. In de tweede helft van de dertiende eeuw werd de kerk flink uitgebreid. De lengte van de kerk werd ongeveer 85 meter. In deze fase werd ook het octagonale kapittelhuis toegevoegd. Het schip werd toegankelijk gemaakt via drie poorten, waaronder een grote processiepoort.

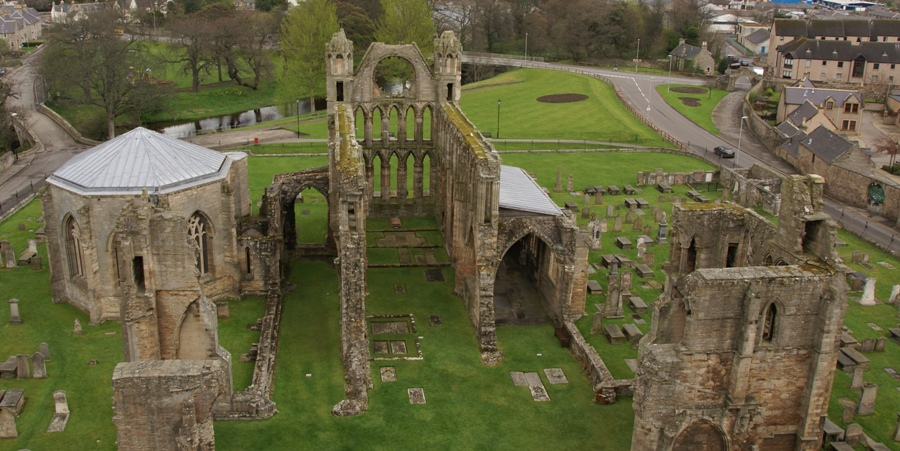
Overzicht van Elgin Cathedral richting het koor vanuit de toren aan de westzijde

De westelijke voorzijde van de kathedraal bevat de genoemde processiepoort en twee hoge torens van vier verdiepingen. De torens stammen uit de eerste bouwfase. Verder kent deze voorzijde een groot raam, toegevoegd na 1390. De bouw van de poort is vergelijkbaar met die van de poort aan de westzijde van Jedburgh Abbey.
In de transepten zijn in de muren nog tombes te zien, waaronder die van bisschop James Stewart. In het schip is een pictische steen te zien die is gevonden tijdens opgravingen bij de bouw van de parochiekerk St. Giles.
Het koor behoort tot het deel van Elgin Cathedral dat het meest en best is overgeleverd. Het koor is grotendeels gebouwd eind dertiende eeuw; enkel in noordmuur zijn resten te zien van de eerste kerk. 
Vlak bij de kathedraal staat het gebouwd dat bekend is onder de naam Bishop's House, dat hoogstwaarschijnlijk de woning was van de precentor, die de verantwoording had over de kerkmuziek.

## Beheer
Elgin Cathedral wordt beheerd door Historic Scotland.